# Собакина (приток Малого Ваха)
Собакина — река в России, протекает по Нижневартовскому району Ханты-Мансийского АО. Устье реки находится в 5 км по правому берегу реки Малый Вах. Длина реки составляет 32 км, площадь водосборного бассейна 473 км².

## Притоки
- 5 км: Озёрная (пр)
- 32 км: Большая Собакина
- 32 км: Малая Собакина

## Данные водного реестра
По данным государственного водного реестра России относится к Верхнеобскому бассейновому округу, водохозяйственный участок реки — Вах, речной подбассейн реки — бассейн притоков (Верхней) Оби от Васюгана до Ваха. Речной бассейн реки — (Верхняя) Обь до впадения Иртыша.
Код объекта в государственном водном реестре — 13011000112115200037036.